# Giava (ballo)
La giava fu un ballo creato dopo la prima guerra mondiale.

## Storia
Di origine popolare francese, comparve negli anni trenta a Parigi, suonata dai fisarmonicisti di rue de Lappe. 
Il nome sarebbe ispirato a quello dell'isola di Giava ed alluderebbe ai ritmi uditi nel tour che condusse in Francia ai primi del XX secolo una compagnia di danzatrici indonesiane.
Dato che nel danzarla vengono toccate le anche della donna, per l'epoca era considerata da alcuni come un ballo indecente, tanto che in alcuni luoghi venne proibito.
Dagli anni 50 è da considerarsi piuttosto come passato di moda: infatti il ballo è citato nella canzone Gigolette del 1952 cantata da Gino Latilla: "Balli ancora la Java, che si ballava, vent'anni fa" e da Fabrizio De André in "La guerra di Piero".

## Genere musicale
Ha una base musicale molto simile ad un rapido valzer (ritmo a 3/4), ballo dal quale si distingue per la ricerca di un movimento più semplice, ma al contempo di un contatto più stretto e sensuale tra uomo e donna.
Viene eseguito a passi molto piccoli e richiede meno spazio del valzer.

## Nella cultura di massa
Il generale Charles de Gaulle, al figlio che gli riferiva dei commenti negativi della stampa sul modo incupito con cui aveva reagito alla sconfitta referendaria del 1969, rispose giudicando fuor di luogo la spensieratezza del ballerino di giava («Les journalistes ne voudraient tout de même pas que je danse la java parce que j’ai perdu le référendum!»).
Il ballo viene ricordato nella canzone di Fréhel La java bleue, 1938, ed in quella di Édith Piaf, L'accordéoniste, 1942; in entrambi i casi si tratta di valzer.
La giava viene citata brevemente nel brano La guerra di Piero di Fabrizio De André, mentre è centrale in un'altra e più antica canzone quale è La giava rossa (talvolta scritto come La java rossa), scritta da Angelo Ramiro Borella negli anni '20 e cantata da Gino Franzi, incisa per la prima volta da Milva ed interpretata anche da Ornella Vanoni.
La giava (e la sua possibile origine giavanese) è oggetto del titolo e del testo della canzone di Paolo Conte La Java Javenaise (cantata in francese).
Ci sono due canzoni incise negli anni '30 dall'orchestra di Secondo Casadei che, in omaggio a questo ballo, si intitolano Java del mare e Java dell'oblio.